# Alicia de Larrocha
Alicia de Larrocha i de la Calle, (Barcelona, 23 de maio de 1923 - Barcelona, 25 de setembro de 2009) foi uma pianista espanhola, reconhecida como a de maior projecção internacional, e uma das melhores intérpretes de piano do século XX especialmente em obras de Wolfgang Amadeus Mozart e no repertório espanhol. Acumula entre outros prémios quatro Grammy, a Legião de Honra francesa e o Prémio Príncipe das Astúrias de Artes de 1994. Foi Académica de Honra da Real Academia de Belas Artes de Nossa Senhora das Angústias de Granada, onde representava a "letra B".

## Biografia
Pianista precoce, começou os seus estudos musicais aos três anos: descoberta por Frank Marshall, discípulo de Enrique Granados, entrou na prestigiada Academia Granados. Aí conheceu Arthur Rubinstein, Alfred Cortot e outros grandes pianistas da época.
Interpretou o seu primeiro concerto aos seis anos, na Exposição Universal de Barcelona de 1929, e aos onze participou no seu primeiro concerto oficial, com a Orquestra Sinfónica de Madrid. A partir de 1939 ofereceu concertos com diferentes orquestras europeias, mas foi em 1954 ao protagonizar uma turnée pelos Estados Unidos com a Orquestra Filarmónica de Los Angeles, convidada por Alfred Wallenstein, que começou o seu reconhecimento internacional pela sua impecável técnica de piano. Desde então e até 2003 (ano da sua despedida dos palcos), deu mais de 3500 concertos nos 5 continentes, embora fosse na América do Norte que mais pedidos tinha, fazendo 3 turnées anuais (de três meses cada uma).
Alicia de Larrocha gravou muitíssimas obras para piano, mas era especialmente reconhecida pelas suas interpretações de autores espanhóis. Em particular, de composições  de Manuel de Falla, Enrique Granados e Isaac Albéniz — autor este a que esteve ligada ao longo da sua vida, com as suas versões da suite Iberia— ou de edições como a das sonatas de Antonio Soler, em 1967.
Faleceu em 25 de setembro de 2009 em Barcelona

## Discografia
Álbuns de estúdio
- Mozart: Piano Concertos Nos. 21 & 23; Piano Sonata "Alla turca" (2003)
- Schumann: Piano Concerto; Piano Quintet (2005)